# UCK파트너스
주식회사 UCK파트너스(영어: UCK Partners)는 대한민국의 사모펀드 운용사이다.

## 역사
2012년 글로벌 PEF 운용사인 유니슨캐피탈의 대한민국 법인으로 설립되었다. 2022년 유니슨캐피털그룹에서 계열 분리 후 현재의 사명으로 변경하였다.

## 투자 기업
- 공차[3]
- 설빙[4]: 정선희 대표 및 특수관계인으로부터 지분 70~80%를 약 1050억~1300억원에 인수
- 메디트
- 오스템임플란트
- 엄지식품
- 애프엔디넷: 대상웰라이프에 매각[5]